# 罗登义
罗登义（1906年4月15日—2000年8月17日），男，祖籍湖南宝庆，生于贵州贵阳，中华人民共和国农业生物化学家、营养学家、农业教育家、社会活动家，中国营养学的开创者之一。曾任贵州农学院院长。

## 生平
1954年，当选第一届全国人民代表大会代表。